# Збірна Ірландії з хокею із шайбою
Збірна Ірландії з хокею із шайбою  — національна чоловіча збірна команда Ірландії, яка представляє країну на міжнародних змаганнях з хокею. Опікується збірною Федерація хокею Ірландії. Збірна Ірландії перший офіційний матч провела 16 березня 2004 року у Рейк'явіку зі збірною Мексики (3:8). 
В офіційних турнірах бере участь з 2004 року.

## Виступи на чемпіонаті світу
| - 2004 — 4-е місце (Дивізіон III) - 2005 — 4-е місце (Дивізіон III) - 2006 — 4-е місце (Дивізіон III) - 2007 — 2-е місце (Дивізіон III) - 2008 — 6-е місце (Дивізіон II, Група А) - 2009 — 5-е місце (Дивізіон III) - 2010 — 1-е місце (Дивізіон III) - 2011 — 6-е місце (Дивізіон II, Група В) - 2012 - 4-е місце (Дивізіон III) - 2013 - 4-е місце (Дивізіон III) |